# Гейзел Мак-Кей
Гейзел Мак-Кей (нар. Нью-Йорк, Нью-Йорк, 24 серпня 1880; пом. Вестпорт, Коннектикут, 11 серпня 1944) — американська театральна діячка та суфражистка. Вона найбільш відома тим, що допомогла провести серію видовищ на підтримку виборчого права жінок.

## Сім'я та молодість
Мак-Кей народилася у відомій театральній сім'ї. Її батько Стіл Мак-Кей (1842—1894) був відомим актором, драматургом і продюсером; Гейзел назвали на честь його успішної п'єси «Гейзел Кірк». Мати Мері Медбері Мак-Кей (1845—1924) створила популярну адаптацію «Гордості і упередження» для театру у 1906 році. Серед суродженців Гейзел — інженер і письменник Джеймс Мак-Кей (1872—1935), драматург і поет Персі Мак-Кей (1875—1956) і природоохоронець Бентон Мак-Кей (1879—1975). У 1888 році сім'я оселилася в Ширлі, штат Массачусетс.
Спочатку Мак-Кей збиралася стати піаністкою, але у 1907 році вона вступила до театрального класу коледжу Редкліфф, де викладав Джордж Пірс Бейкер. Їй не вдалося закінчити навчання, але її зробили почесним членом класу 1910 року. Залишивши коледж, Мак-Кей працювала асистентом з організації видовищ, зокрема на кількох зі своїм старшим братом Персі.
Мак-Кей також з'являлася на сцені, гастролюючи з театральною компанією Castle Square Вінтропа Еймса та у роботах брата «Сапфо та Фаон» і «Жанна д'Арк» (обидві 1907) і «Матер» (1908). Вона працювала інструктором у Дитячому навчальному театрі в Нью-Йорку.

## Кар'єра
Мак-Кей брала активну участь у русі за жіноче виборче право та була присутньою на першому засіданні Комітету Конгресу Національної американської жіночої суфражистської асоціації Еліс Пол, якій передували Виборчий союз суфражисток та Національна жіноча партія. Організатори Параду за жіноче виборче право, запланованого у Вашингтоні, округ Колумбія, 3 березня 1913 року, безпосередньо перед інавгурацією Вудро Вільсона, попросили Мак-Кей створити видовище для цієї події. Її «Алегорія», поставлена режисеркою Гленною Сміт Тіннін, показували на сходах будівлі казначейства США як кульмінацію заходу. У «Нью-Йорк таймс» відгукнулися: «одне із видовищ, яке сильно вражає, серед тих, які коли-небудь бачила ця країна».
Її вистава 1914 року «Американська жінка: Шість періодів американського життя», представлена Нью-Йоркською чоловічою лігою за жіноче виборче право, «використовувала історичні сцени, щоб викрити конкретні економічні, політичні та соціальні утиски американських жінок». Вона не мала успіху. Її вистава 1915 року «Сюзан Б. Ентоні», представлена в Конференц-залі у Вашингтоні, округ Колумбія, стала більш популярною, навіть допомогла зібрати гроші для Виборчого союзу Пол та прославити життя великого лідера суфражисток. Ці вистави були величезними заходами, в яких брали участь сотні учасників.
У 1916 році Мак-Кей влаштувала «Ювілейну виставу» для Національної християнської асоціації молодих жінок. До 1919 року Мак-Кей обіймала посаду директора з вистав і драми в організації. Під час роботи з ХАМЖ Мак-Кей написав низку містерій.
У 1921 році Мак-Кей і Марі Мур Форрест керували церемонією показу у Капітолію США «Портретного пам'ятника Лукреції Мотт, Елізабет Кеді Стентон і Сьюзен Ентоні» авторства Аделаїди Джонсон.
У 1923 році Мак-Кей влаштувала ще один захід на святкування 75-ї річниці Конференції в Сенека-Фоллс у парку «Сад богів» у Колорадо-Спрінгс, штат Колорадо. Захід мав на меті сприяти зусиллям Національної жіночої партії прийняти поправку про рівні права.
У 1924 році Мак-Кей написала «Зачаровану урну», фантастичну різдвяну історію. У 1924 році Департамент внутрішніх справ, Бюро освіти видав її «Пошук молоді».
З 1923 до 1926 рік Мак-Кей викладала театральне мистецтво в Бруквудському трудовому коледжі в Катоні, Нью-Йорк. У 1926 році вона поїхала працювати з United Mine Workers в Іллінойсі, де її уроки трудової драми породили мандрівний ансамбль.

## Смерть
До середини 1920-х років здоров'я Мак-Кей погіршилося, і вона жила зі своїм братом Бентоном у Ширлі. У 1928 році у неї стався нервовий зрив, вона потрапила в Гулд-Фарм, будинок відпочинку в Грейт-Баррінгтоні, штат Массачусетс. У 1937 році стан знову погіршився, і її перевезли до закладу в Грінс-Фармс, штат Коннектикут. У неї були періоди важкої депресії протягом більшої частини життя. Вона померла у 1944 році. Її поховали на центральному кладовищі в Ширлі; її брата Бентона поховали через десятиліття неподалік.